# Tiberino

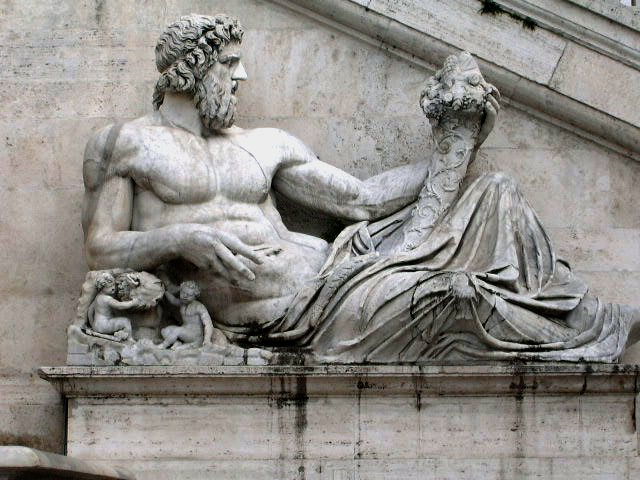
Alegoría del río Tíber Campidoglio, Roma.

Tiberino (en latín Tiberinus), en la mitología romana, era el dios y personificación del río Tíber. Se lo imaginaba como hijo de Jano  y Camasena.  Era hermano, por parte de padre, de Fonto y Canente, entre otros. Sin embargo en la interpretatio graeca se considera que, como uno de los dioses fluviales, debería ser por lo tanto hijo de Océano y Tetis. Tuvo al menos un hijo, Ocno, habido con Manto.

## Mitología
Según el Libro VIII de la Eneida de Virgilio, Tiberino ayudó a Eneas después de su llegada a Italia desde Troya. Se le apareció en sueños sugiriéndole que remontara la corriente del río hasta el Palatino y buscara una alianza con Evandro en la guerra contra Turno y sus aliados (ver fundación de Roma). Tiberino se apareció a Eneas en un sueño, diciéndole que había llegado a su verdadero hogar. Tiberino también calmó el mar para que el barco de Eneas pudiera llegar a la ciudad a salvo.
Tiberino también es conocido por ser el dios fluvial que encontró a los gemelos Rómulo y Remo y se los entregó a la loba Luperca (que acababa de perder a sus propios cachorros) para que los amamantara. Más tarde rescató y se casó con Rea Silvia, la madre de los gemelos y virgen vestal que había sido sentenciada a muerte.

## Culto
Tiberino era considerado uno de los dioses fluviales más importantes y sus seguidores se aseguraban de poner ofrendas en el río Tíber cada mes de mayo. Tiberino era honrado con veintisiete muñecos de paja que se llamaban Argei.
Su fiesta anual (las Tiberinalias) se celebraban cada 8 de diciembre (en otros casos se da la fecha de 17 de agosto), aniversario de la fundación del templo del dios en la isla Tiberina, siendo un rito de purificación y propiciatorio. Horacio, recordando un desbordamiento del río tras la muerte de César, llama a la mujer de Tiberino, Ilia o Rea Silvia, a quien supuestamente acogió en sus aguas, expulsada por Amulio. 
El culto a Tiberino, fundado, tradicionalmente, por Rómulo, tuvo una importancia considerable en la topografía sagrada de Roma. Sagrada era la isla Tiberina, sede de un santuario del dios del inframundo Véjove y luego del santuario de Esculapio.

## Galería
|                                         |
| Eneas y Tiberino de Bartolomeo Pinelli. |

|                                                                           |
| Altar, mostrando a Tiberino (abajo a la derecha) revelando a los gemelos. |

|                                               |
| Tiberino se aparece al durmiente Eneas (1693) |